# Ханс Богислав фон Шверин
Ханс Богислав фон Шверин (на немски: Hans Bogislaw, Graf von Schwerin; * 10 юни 1683 в Льовиц (част от Духеров) в Мекленбург-Предна Померания; † 23 август 1747 в Берлин) e граф, благородник от род Шверин от Мекленбург, пруски дипломат, управленски служител и държавен ловен майстор.
Той е големият син на граф Улрих фон Шверин (1648 – 1697), дворцов хауптман в Шверин, и съпругата му Анна Лукреция фон Рамин-Щолценбург (1653 – 1745), дъщеря на Бернхард Ото фон Рамин-Щолценбург (1620 – 1682) и Илза Сабина фон Берг-Вербелов (1625 – 1684). Брат е на Курт Кристоф фон Шверин (1684 – 1757), кралски пруски генерал-фелдмаршал.
Ханс Богислав фон Шверин е възпитаван от 1695 г. при чичо му генерал Детлоф фон Шверин (1650 – 1707) в Хага. През ноември 1699 г. той се записва да следва в университета в Грайфсвалд, след това следва в университетите в Лайден и Росток. През 1702 г. той влиза като знаменосец във войската в Бухвалд, командвана от чичо му. През 1704 г. той напуска службата и придружава чичо си в Путцар (част от Болдеков). След неговата смърт 1707 г. той отива в Шверин в херцогския двор, служи там три години като камер-юнгер на херцог Фридрих Вилхелм. През 1710 г. той напуска по свое желание и се остановява в дворец Путцар, от където управлява имотите си през Голямата Северна война.
След 1702 г. Ханс Богислав фон Шверин започва пруска държавна служба. През 1721 г. той е пратеник на крал Фридрих Вилхелм I в двора на Август Силни във Варшава и Дрезден. През 1723 г. кралят го прави таен съветник в Берлин. Едновременно той става 1729 г. главен лесничейски майстер в Алтмарк и през 1734 г. става държавен ловен майстер.
През 1734 г. кралят го награждава с ордена „De la Générosité“ и му подарява място за строеж във Фридрихщат (в Берлин) и 40 000 талер за материал. Крал Фридрих II издига на граф на 31 юли 1740 г. Ханс Богислав фон Шверин, заедно с брат му Курт Кристоф фон Шверин. Той е погребан в наследствената гробница на фамилията в църквата в Путцар.

## Фамилия
Ханс Богислав фон Шверин се жени на 27 август 1728 г. в Бойтценбург за Шарлота Каролина Ернестина фон Арним-Бойтценбург (* 1 януари 1710, Бойтценбург; † 22 ноември 1779, Берлин), дъщеря на пруския министър Георг Дитлоф фон Арним (1753 – 1753) и графиня Доротея Сабина фон Шлибен (1686 – 1754). Той основава „клона Шверинсбург“ на род Шверин. Те имат децата:
- Фридрих Вилхелм (1729 – 1803), комтур на Йоанитския Орден
- Анна Маргарета Доротея (* 30 януари 1731, Берлин; † 8 ноември 1787, Шверинсбург), омъжена през май 1746 г. за Кристиан Фридрих фон Рамин-Шмагеров († 9 февруари 1762)
- Вилхелм Фридрих Карл (* 11 декември 1739, Берлин; † 17 август 1802, Доберан), пруски генерал-лейтенант, женен на 17 декември 1783 г. в Кьонигсберг за фрайин Вилхелмина фон Ребиндер (1766 – 1829); имат два сина и дъщеря
- Хайнрих Богислав Детлоф (* 1742/ 10 юни 1743, Берлин; † 17 септември 1791, Шверинсбург), генерал-ландшафт-съветник, женен на 25 ноември 1774 г. в Шверинсбург за Анна Беата Луиза фон Рамин (* 10 септември 1752, Щетин; † 11 юни 1826, Шверинсбург); имат три сина
- Улрика София Шарлота (1746 – 1749)